# 林同 (1879年)
林同（1879年—1925年），又名书麟，字佐新，一字竺僧。浙江省瑞安縣人，中华民国政治人物。

## 生平
歷充澄江高等學校校長，浙江第十師範學校教員，省議會議員，官產處會辦。民國7年時年40歲當選中華民國第二屆國會眾議院議員。